# 121. вечити дерби у фудбалу
121. вечити дерби у фудбалу је фудбалска утакмица одиграна у Београду 8. новембра 2003. године, између Црвене звезде и Партизана. Утакмица се завршила резултатом 3 : 0 (2 : 0) за Црвену звезду.